# Santacruz
Pour les articles homonymes, voir Santacruz (homonymie).
Santacruz est une municipalité située dans le département de Nariño en Colombie.